# Mammoet
Mammoet est une entreprise néerlandaise spécialisée dans le levage et le transport d'objets lourds sur l'eau et les routes, créée en 1973. Le siège est situé à Schiedam dans un immeuble de bureaux nommé De Bolder (le bollard).
L'équipement comprend diverses grues, par exemple, à Cuxhaven (Allemagne), Mammoet Steel Construction a utilisé deux grues mobiles Liebherr LTM 11200 pour le levage simultané d'une poutre, camions, remorques modulaires, barges, plateformes auto-élévatrices (jack-up), vérins et des poulies.
En 2000, Mammoet a travaillé pour renflouer le sous-marin russe Koursk K-141.